# GROW (시리즈)
GROW는 일본의 인디 게임 개발자 온 나카야마가 만들고 그의 웹사이트 eyezmaze.com에 게시된 어도비 플래시 또는 HTML5 기반의 퍼즐 게임 시리즈이다. 2002년 2월 7일에 출시된 이 시리즈는 12개의 정식 게임, 7개의 미니게임, 그리고 1개의 취소된 게임으로 구성된다. 가장 최근에 출시된 타이틀은 2018년 6월에 공개되었다. 이 게임들은 모두 플레이어가 시각적 보상을 최대화하고 궁극적으로 좋은 엔딩을 달성하기 위해 클릭해야 할 올바른 버튼 조합을 결정해야 하는 간단한 클릭 버튼 인터페이스를 특징으로 한다. 그래픽적으로 간결하고 미니멀리스트적인 GROW 게임은 귀여운 미학을 사용하며, 종종 Tontie 시리즈와 같이 On의 다른 게임에서 가져온 생물과 캐릭터를 포함한다.
이 게임들은 대체로 긍정적인 평가를 받았으며, 주요 비판은 메인 시리즈의 정형화된 품질과 리플레이 가치 부족에 국한되었다. 긍정적인 평가는 게임의 단순한 기발함, 순수한 미학, 그리고 근본적인 개념의 창의성을 강조했다. 비록 널리 퍼즐 게임으로 인식되지만, 2008년 IGDA의 논문에서는 "Grow 시리즈는 새로운 장르의 게임을 정의한 게임의 예시"라고 언급했다.

## 게임플레이
플레이어는 게임 세계의 특징과 관련된 여러 버튼을 제시받는다. 버튼을 클릭하면 일반적으로 게임 세계의 해당 부분이 변경된다. 퍼즐은 좋은 엔딩을 달성하기 위해 버튼을 누르는 순서를 결정하는 것이다. 각 게임의 버튼 수는 5개에서 12개 사이이다. 그러나 각 추가 버튼으로 가능한 다른 조합의 수는 계승 (수학) 진행에 따라 증가한다. 따라서 5개의 버튼이 있는 게임은 120가지의 가능한 조합(이 중 하나만이 좋은 엔딩으로 이어진다)을 가지며, 12개의 버튼이 있는 게임은 4억 7천 9백만 가지의 가능한 조합을 가진다.
게임 세계의 구성 요소는 각 선택이 이루어진 후 레벨업 과정을 거친다. 이전에 활성화된 게임 세계 구성 요소가 화면에 남아 있기 때문에, 나중에 버튼을 누르면 새로운 환경 영역이 이전 영역과 상호 작용할 수 있다. 이러한 상호 작용으로 인해 환경 구성 요소는 레벨업, 레벨다운 또는 동일하게 유지될 수 있다. 어떤 버튼이 게임 세계의 다른 부분에 어떤 영향을 미치는지 추적함으로써, 플레이어는 시각적 보상을 최대화하여 좋은 엔딩에 도달할 수 있다. 모든 구성 요소가 최대화되고 세계가 완전히 개발되면 플레이어가 승리한다.
메인 시리즈의 각 게임은 좋은 엔딩, 여러 나쁜 엔딩, 그리고 종종 숨겨진 이스터 에그 엔딩을 가지고 있다. 하지만 미니그로우(MiniGROW) 시리즈의 타이틀은 훨씬 작고 더 간단한 경향이 있으며, 버튼 수는 6개에서 3개까지 다양하다.

## 역사
GROW 시리즈에서 처음 출시된 게임은 2002년 2월의 GROW ver.3였다. 이것은 On이 2001-2002년에 개발해온 단일 게임의 세 번째 버전이었다(처음 두 버전은 음악과 점수가 없다는 점을 제외하고는 ver.3과 실질적으로 동일했다). 출시 당시 On은 원래 의도했던 대로 단순히 GROW라고 이름을 짓는 대신 제목의 "ver.3" 부분을 유지하기로 결정했다. On은 이 시점 이후에도 GROW Cube와 GROW ORNAMENT를 포함한 GROW 시리즈의 다른 게임들을 계속 개발했고, 2005-2006년에는 그의 게임들이 게이머들 사이에서 충분히 인기를 얻어 서양의 게임 언론이 그의 작품을 다루기 시작했다. GROW 시리즈가 왜 "ver.1"이 아닌 "ver.3"으로 시작했는지, 그리고 "ver.1"과 "ver.2"는 어디에서 찾을 수 있는지에 대한 수많은 질문을 받은 후, On은 ver.2와 ver.1을 위한 새로운 축소 버전을 재현하기로 결정했고, 이를 각각 2006년 6월과 12월에 그 순서대로 출시했다.
영어, 스페인어, 한국어, 중국어, 프랑스어권의 게임에 대한 관심이 증가하면서, On은 2009년 4월에 웹사이트를 해당 언어로 번역했다. 시리즈의 컨셉 아트를 선보이기 위해 2015년 4월에는 GROW 코믹스 시리즈도 시작되었다.
이 시리즈는 원래 어도비 플래시로 출시되었으며, 나중에 HTML5로 포팅되었고 플래시 버전은 플래시와 함께 종료되었다.
2020년 3월 5일, eyezmaze.com을 호스팅하던 서버가 다운되었다. On은 트위터를 통해 웹사이트의 마지막 백업이 2016년에 이루어졌으며, 서버 관리자가 너무 바빠서 문제를 해결할 수 없었다고 밝혔다. 이후 사이트는 다시 온라인 상태로 돌아왔다.
2020년 이후로는 어떤 게임도 업데이트되지 않았고, 새로운 게임도 출시되지 않았다.

## 평가
단순함에도 불구하고 GROW 게임들은 대체로 호평을 받았다. PC 게이머의 재즈 맥더걸은 간결한 카툰 비주얼이 초현실적인 플레이 경험을 제공하며, 시리즈의 더 복잡한 일부 타이틀은 여러 플레이어가 함께 즐길 때 더 유익할 수 있다고 언급했다. Rock, Paper, Shotgun의 알렉 미어는 이 시리즈를 "매력적"이고 "꿈결 같음"이라고 묘사했으며, 가디언의 나오미 앨더먼은 "매혹적"이고 "기발하며" 어린이 친화적이라고 묘사했다. Indiegames.com의 작가 마이클 로즈는 GROW 게임이 플레이어에게 "내면의 좋은 감정"을 느끼게 하며, GROW를 플레이하는 경험을 "박물관 전시물에 버튼을 눌러 세상이 진화하는 것을 지켜보는 것"과 비슷하다고 묘사했다. GameSetWatch의 에릭 차오리는 On이 단지 탐색 중일 때도 진행 상황을 보이는 플레이어에게 보상을 주기 위해 유머를 사용하는 점을 강조했다. On의 꾸준한 출시 역시 뉴욕 타임스의 찰스 헤럴드와 같은 비평가들로부터 찬사를 받았다. 게임 개발자인 데이브 그로스먼과 Spry Fox를 포함한 업계 내부자들도 이 시리즈를 칭찬했다.
비판은 주로 게임 플레이가 다른 타이틀 간에 largely 정형화되어 있다는 주장에 국한되었지만, 비평가들은 GROW Cannon 및 GROW RPG와 같은 게임이 시리즈의 흥미를 유지하기에 충분한 변화를 제공할 수 있었다고 언급했다. 디 A.V. 클럽의 Gameological Society 또한 게임의 리플레이 가치 측면에서 비판하며 "Grow 게임은 한 번 이상 플레이하기에는 그다지 재미있지 않았다"고 밝혔다.

## GROW 시리즈

### 메인 시리즈
- GROW ver.3 (2002년 2월;[31] 리메이크: 2009년 6월[32])
- GROW RPG (2005년 7월;[33] 2015년 4월 안드로이드 및 iOS 플랫폼으로 포팅[34])
- GROW Cube (2005년 9월;[35] 2014년 9월[36] 및 2014년 10월[37] 안드로이드 및 iOS 플랫폼으로 포팅)
- GROW ver.2 (2006년 6월;[10] 2015년 4월[38] 및 2015년 8월[39] GROW JUNGLE로 안드로이드 및 iOS 플랫폼으로 포팅)
- GROW ver.1 (2006년 12월;[40] 리메이크: 2008년 5월~7월[41][42][43])
- GROW Island (2007년 9월)[44]
- GROW Tower (2009년 1월)[45]
- GROW Valley (2010년 8월)[46]
- GROW Cannon (2011년 1월)[47]
- GROW Forest (2012년 12월 취소)[48]
- GROW Maze (2013년 3월)[49]
- GROW Clay (2014년 2월)[50]
- GROW Park (안드로이드 2015년 7월;[51] iOS 및 PC 2015년 8월[52][53])

### 미니그로우 시리즈
- GROW ORNAMENT (2005년 12월;[54] 2015년 12월 안드로이드 및 iOS 플랫폼으로 포팅[55])
- GROW Nano ver.0 (2006년 7월)[56]
- GROW Nano vol.1 (2006년 8월)[57]
- GROW Nano vol.2 (2007년 2월)[58]
- GROW Nano vol.3 (2008년 2월;[59] 2015년 4월[60] 및 2015년 7월[61] GROW RECOVERY로 안드로이드 및 iOS 플랫폼으로 포팅)
- GROW Nano 4 (2011년 5월)[62]
- GROW Cinderella (2016년 10월)[63]
- GROW Comeback (2018년 6월)[64]
- GROW Thanks (2018년 11월)